# Pavillon des sociétés savantes
Le pavillon des sociétés savantes, également appelé par le passé « pavillon de la foire » ou « Musée Langlois », est un bâtiment construit à Caen au XVIIIe siècle, à l'origine pour abriter les échevins de la ville lors des foires.
La totalité de l'édifice fait l’objet d’une inscription au titre des monuments historiques depuis le 13 juin 1927.

## Histoire

### XVIIIesiècle: pavillon de la foire
La foire franche de Caen est créée en mai 1594 par Henri IV en remerciement de la fidélité de la ville pendant les troubles de la Ligue. La nouvelle foire de Caen se développe rapidement et concurrence celle de Guibray, pourtant beaucoup plus ancienne. Au XVIIIe siècle, alors que les autres foires françaises s'essoufflent, elle devient l'une des principales foires du royaume.
Afin d'accueillir les commerçants et les équipements nécessaires à la bonne tenue de la foire, la ville de Caen achète en 1595 un terrain appartenant au couvent des Jacobins. Ce pré, appelé Champ-de-la-Cercle ou simplement la Cercle, était situé hors les murs dans une boucle formée par la confluence du Canal Robert et d'un bras de l'Orne, la Noë. Un bastion est aménagé à cet emplacement entre 1616 et 1620, la foire occupant l'espace central remblayé. Entre 1600 et 1635, le terrain, qui prend alors le nom de Champs-de-foire, est fieffé à des particuliers. Ils y aménagent une foire à loge constituée de bâtiments permanents et éphémères disposés selon un quadrillage régulier. En dehors de cette période d'activités commerciales qui dure quinze jours par an, ces loges servent régulièrement de cantonnement pour les troupes de passage. Ainsi entre 1789 et 1791, une partie du régiment d'Aunis y est logée ; les soldats se plaignent d'ailleurs de l’inconfort des bâtiments.
Il est possible qu'un premier bâtiment officiel ait été bâti dans ce nouveau quartier afin d'abriter les séances des échevins qui, en tant que juges de la foire, en assuraient la police. Il est ainsi fait référence en 1691 à un repas en l'honneur de Monsieur de Matigon, de l'évêque et de l'intendant organisé « au pavillon de la foire ». Tout au long du XVIIIe siècle, il est fait référence à d'autres cérémonies du même genre organisées dans le pavillon de la foire. Toutefois l'édifice actuel ne semble avoir été construit qu'à la fin du XVIIIe siècle, peut-être sous le règne de Louis XVI.

### XIXe–XXesiècles: pavillon des sociétés savantes et musée Langlois
Au XIXe siècle, la foire est transférée sur le Grand Cours (actuel cours Kœnig). Le pavillon sert alors de lieu de réunions pour les différentes sociétés savantes de la ville (Académie des sciences, arts et belles-lettres de Caen, Société d'agriculture et de commerce de Caen, Société linnéenne de Normandie, société des beaux-arts de Caen, etc). C'est à cette époque que le bâtiment prend le nom de pavillon des sociétés savantes. Jusqu'en 1854, date de son installation dans l'ancien collège du Mont, la Société des antiquaires de Normandie se réunissait également dans le pavillon où de nombreux objets d’intérêt archéologique étaient entreposés, le transformant ainsi en « cabinet » ou « muséum des antiquités » ; Arcisse de Caumont y donnait également ses cours monumentaux, dispensés pour la première fois en 1830.
À proximité du pavillon, le quartier de la foire se dégrade et devient un secteur insalubre décrit comme un « cloaque hideux » régulièrement inondé et où se dressent de « vieilles constructions, noires, inhabitées pendant la plus grande partie de l'année ». Sous le mandat de François-Gabriel Bertrand, il est décidé de réaménager ce secteur. En 1861, la ville de Caen reçoit l'autorisation de contracter un prêt en vue de financer les expropriations de ces habitations. Ces dernières – « logettes, obscures, humides, placées dans des rues étroites et malsaines, [qui] ont été depuis longtemps abandonnées par le commerce » – sont rasées et de nouvelles rues sont tracées afin de former un « quartier nouveau, déblayé de ses anciennes constructions et symétriquement percé » ; le long de ces axes, sont construits des équipements publics (rue Daniel Huet) et des maisons bourgeoises (cours Sadi-Carnot). L'ancien pavillon de la foire est le seul bâtiment à avoir été conservé et demeure donc le dernier vestige de l'ancienne activité commerciale de ce quartier.

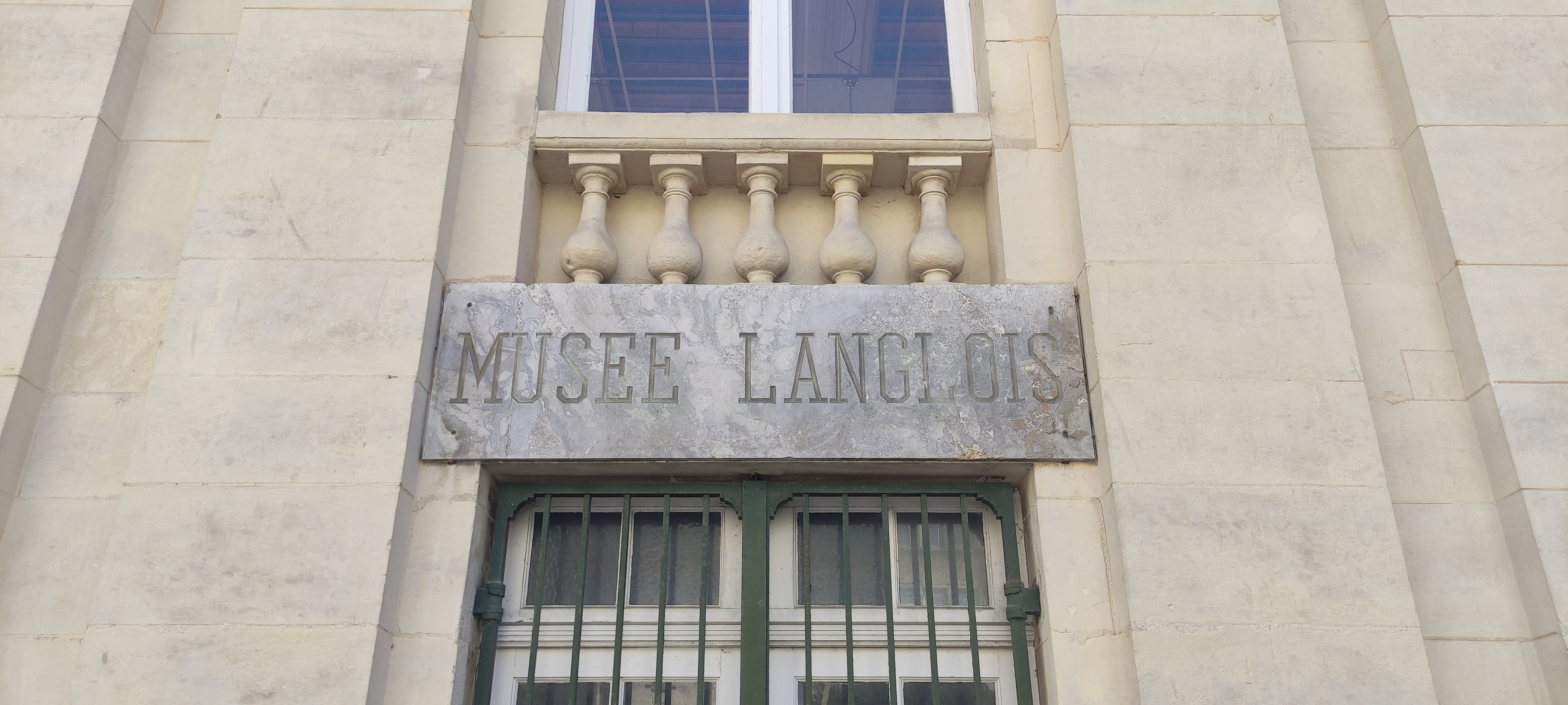
Plaque de l'ancien musée Langlois.

En 1888, le pavillon est réaménagé aux frais de la nièce du colonel Langlois afin d'accueillir les toiles de son oncle, léguées au musée des beaux-arts de Caen quinze ans plus tôt. Pour permettre d'exposer les tableaux de grandes dimensions, le plancher du premier étage est alors démoli afin d'exhausser le plafond du rez-de-chaussée. Pendant la bataille de Caen, le bâtiment est endommagé et la moitié des collections du musée Langlois est détruite. Le pavillon des sociétés savantes est restauré et le plancher de l'étage supérieur est rétabli à son niveau d'origine. La salle du premier étage sert un temps de lieu de concerts pour les élèves du Conservatoire. Depuis 1976, le rez-de-chaussée est partagé entre le service de la circulation et l'Éducation nationale qui s'en sert comme annexe du collège René Lemière. Au début des années 2000, il est prévu que le bâtiment, aujourd'hui inoccupé, soit réaménagé afin d'y exposer une collection d'œuvres d'art contemporaines rassemblées par Jacques Pasquier, plasticien caennais ; mais le projet ne se réalise pas. 
Le transfert définitif du poste central de la circulation, qui occupe le rez-de-chaussée du pavillon, est prévu à l'été 2025. La ville de Caen, propriétaire des lieux, passe un accord avec la communauté urbaine Caen la Mer afin de transférer dans le pavillon le département théâtral du Conservatoire et Orchestre de Caen. En mai 2025, il est conclu entre la ville de Caen, propriétaire de l'immeuble et la Communauté urbaine Caen la Mer, dont relève le Conservatoire au titre de sa compétence, un bail emphytéotique. La communauté urbaine doit mener des travaux en vue de rénover complètement les espaces (maçonnerie, couverture, menuiserie, revêtement, peinture, plomberie), d'assainir l'édifice (notamment par le traitement du salpêtre) et de mettre le bâtiment aux normes en matière d'accessibilité et d'établissement recevant du public (création d’un ascenseur et surélévation du niveau de plancher en rez-de-chaussée). Le commencement des travaux est envisagé en septembre 2025 afin de permettre l'ouverture des classes en janvier 2027,.

## Architecture

### Principales caractéristiques
Le pavillon Langlois est constitué d'un immeuble sur trois niveaux construit en pierre de Caen. La surface de plancher totale est de 335 m2 environ composé d'un rez-de-chaussée de 160 m2 environ, d'un étage de 175 m2 environ et de combles aménageables.
L'ensemble est orienté sur un axe nord-ouest / sud-est. Il est construit sur un plan en L. L'aile principale du pavillon est parallèle à la rue Daniel-Huet, où se trouve l'entrée principale, tandis que l'aile en retour est parallèle à la place Gambetta. Il est possible que le bâtiment n'ait pas été achevé et qu'une deuxième aile en retour, prévue à l'origine pour former un U, n'ait pas été construite. L'espace dégagé devant l'aile principale forme une petite cour.
Les deux ailes sont constituées d'un étage noble reposant sur un niveau de soubassement.

### Insertion urbaine
La façade arrière de l'aile principale du pavillon donnait sur le canal Robert (actuel boulevard Aristide-Briand), alors que la façade nord s'ouvrait sur la Noë (ou Petite-Orne) qui passe désormais en souterrain sous le groupe scolaire. Une des principales voies de la foire était perpendiculaire à l'aile principale, offrant ainsi une perspective depuis la courette du pavillon. Le pavillon était entouré par un jardin logé dans la bouche formée par la confluence des deux rivières. L'ensemble était bordé au sud par un vaste terrain non construit, l'ancien bastion de la foire construit entre 1595 et 1620,. Au XVIIIe siècle, deux projets municipaux prévoient d’araser les loges pour y installer un parc à la française ou un corps de garde. Ces deux projets restent sans suite. L’enceinte du fort des Jésuites, la courtine et l’enceinte du fort des jacobins sont finalement détruites en 1797.
Mais l'environnement du pavillon a été profondément modifié par les travaux d'urbanisme commencés au milieu du XIXe siècle. Les rues créées à cette époque ne reprennent que partiellement le réseau viaire ancien. Ainsi la perspective depuis la courette du pavillon a disparu et le bâtiment s'est trouvé « écrasé par le voisinage d'une Gendarmerie colossale » ; cet édifice, haut de trois niveaux et surmontés de mansardes, a été détruit en 1944, mais il a été remplacé par le centre administratif départemental, bâtiment de six étages construit en 1948 par Marc Brillaud de Laujardière.
Au début des années 1860, l'établissement des Bains et lavoirs publics, société anonyme créée par décret du 25 juin 1861, est construit sur le terrain au sud du pavillon ; également détruit en 1944, ce bâtiment a été remplacé par le nouveau bâtiment de la Gendarmerie nationale. En 1862, la Noë est recouverte et une place est aménagée au nord du pavillon des sociétés savantes dans le prolongement de la place de la Préfecture (actuelle place Gambetta) ; puis un groupe scolaire, inauguré en 1914, est construit sur cette place. Depuis le début du XXe siècle, le pavillon est donc enserré de trois côtés par un ensemble de bâtiments et il ne reste aucune trace du jardin qui l'entourait à l'origine.

### Façades sur cour
La façade sur cour de l'aile principale est fortement marquée par la symétrie caractéristique de l'architecture classique. Le décor est sobre et s'inspire des canons grecs et romains de l'Antiquité. La travée centrale, encadrée de deux pilastres surmontées de chapiteaux ioniques, est percée d'une seule baie rectangulaire, tandis que les deux travées latérales sont ouvertes chacune par deux ouvertures également rectangulaires. Cette travée centrale a peut-être été modifiée au XIXe siècle afin d'aménager l'accès au Musée Langlois depuis le rez-de-chaussée ; celui-ci est toujours signalé aujourd'hui par une plaque en marbre surmontant la porte. Dans la partie supérieure de l'étage noble, une frise ornée d'un motif en clé grecque, symbole de l'Infini, court le long de la façade principale et sur celle de l'aile en retour. Dans la travée centrale, elle est interrompue et un entablement nu, surmonté d'un fronton surbaissé en saillie, la remplace. La partie supérieure de l'entablement et l'intérieur du fronton sont soulignés par un cordon à dés ; l'ensemble de ces denticules forme ainsi un triangle légèrement décalé vers le bas par rapport au fronton. Une allégorie vient orner ce fronton ; selon Jacques Pougheol, la femme montrant un miroir autour duquel est enroulé un serpent personnifierait la Prudence, alors que le lion couché à ses côtés représenterait la Force.

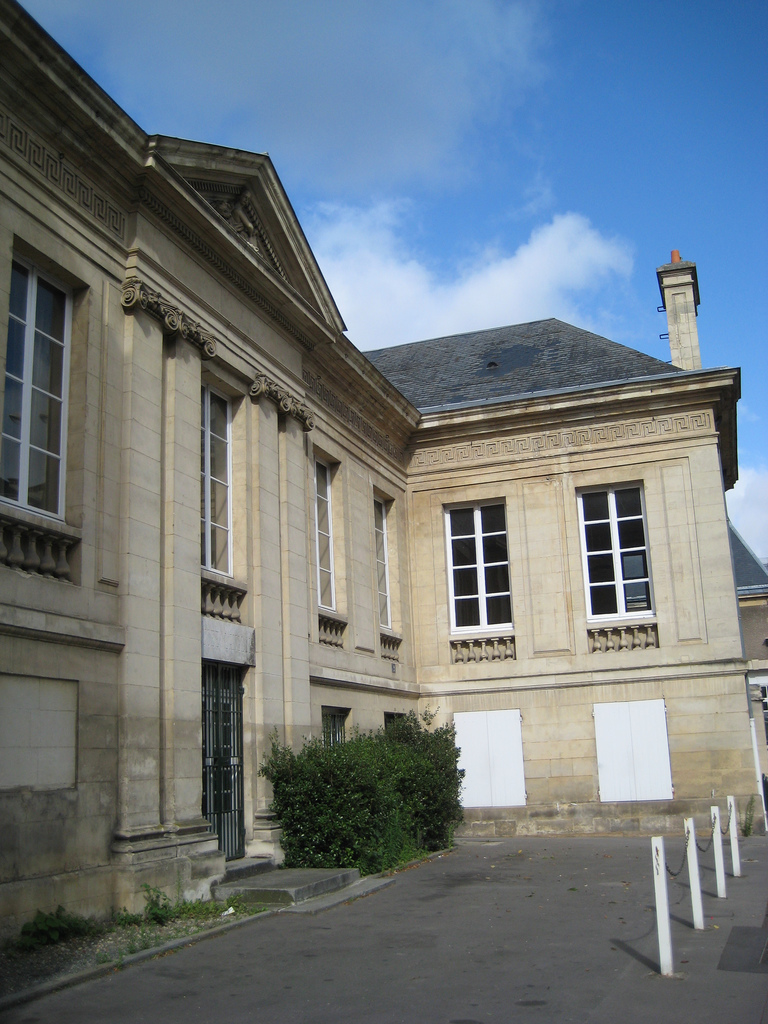
Cour sur la rue Daniel Huet.
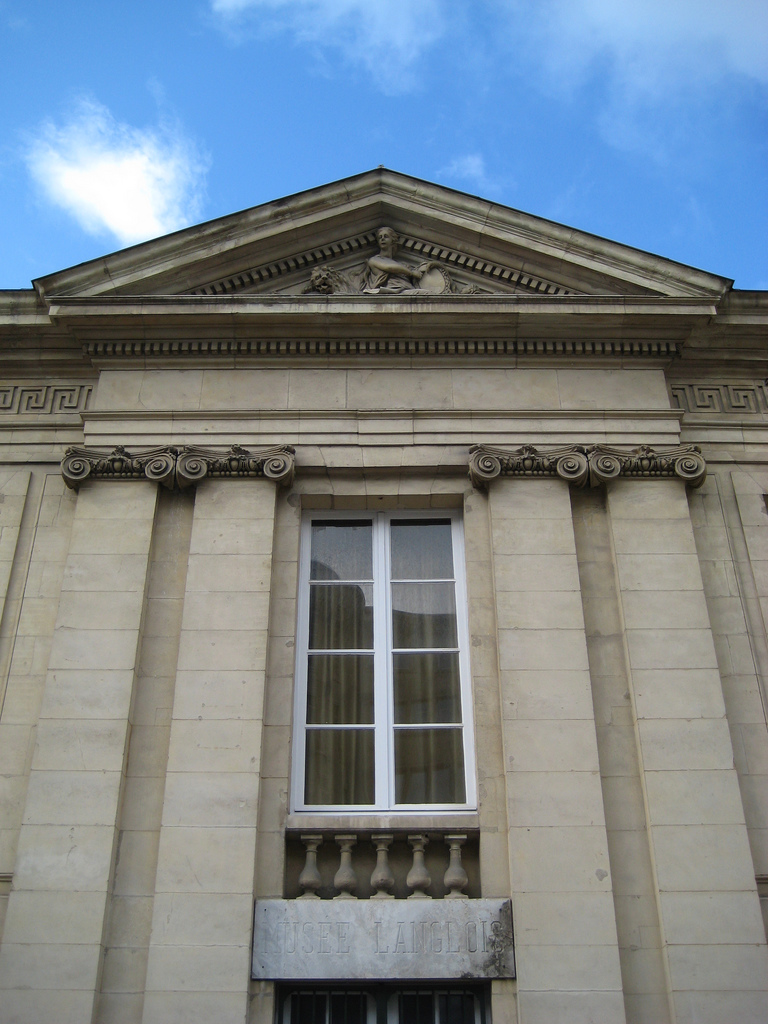
Détail du fronton.
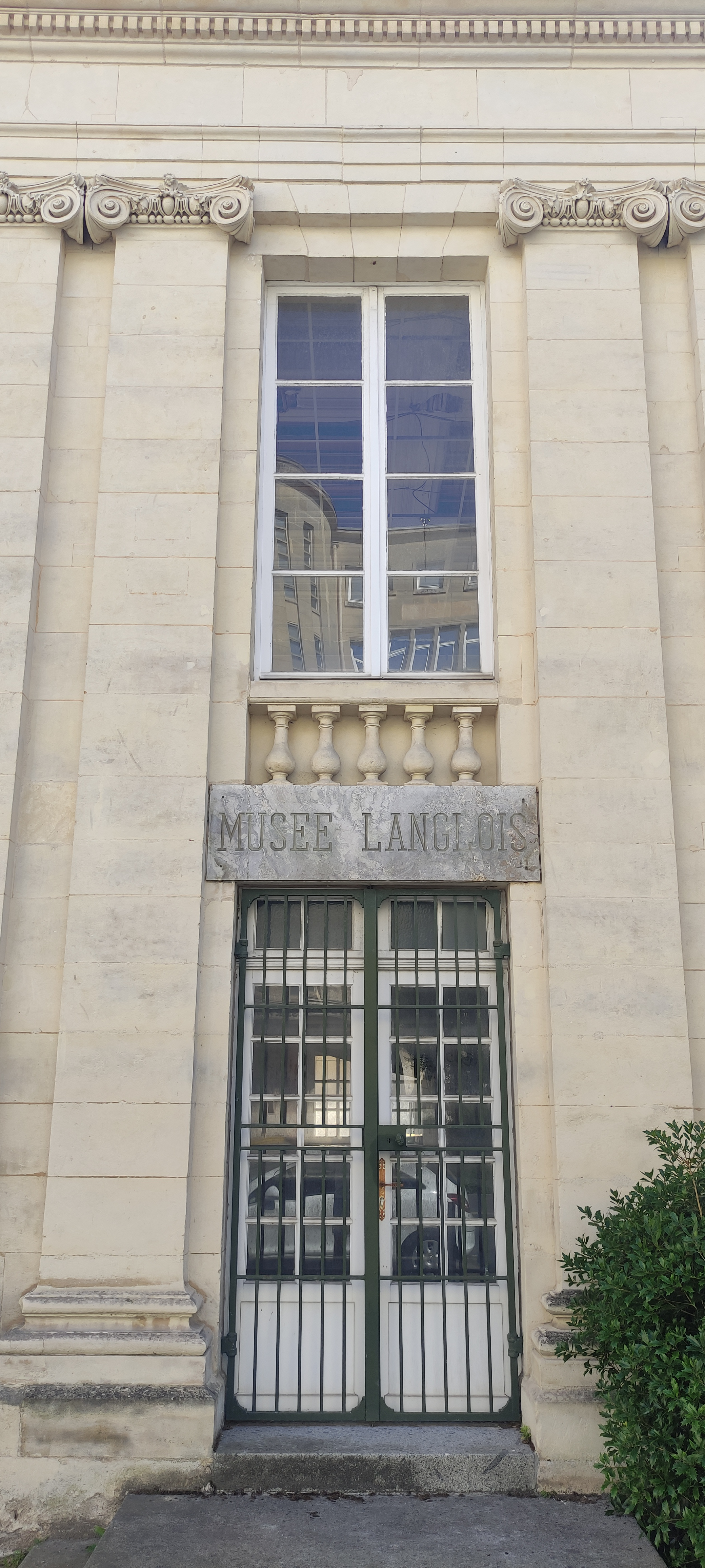
Détail de l'entrée principale.

### Façades sur jardin
Du côté du jardin, donnant autrefois sur les rivières, l'étage noble est ceint par un étroit balcon à balustrade de pierre. Entre chaque baies, rectangulaires – comme sur les façades sur cour –, sont intercalées des sortes de corbeaux richement ouvragés, mais n'ayant aucun rôle de support. Une corniche, supportée par des consoles groupées deux par deux, déborde largement du toit. Elle forme une espèce de frise dorique en relief, les consoles ornées de triglyphes alternant avec des rosaces sculptées rappelant des métopes.

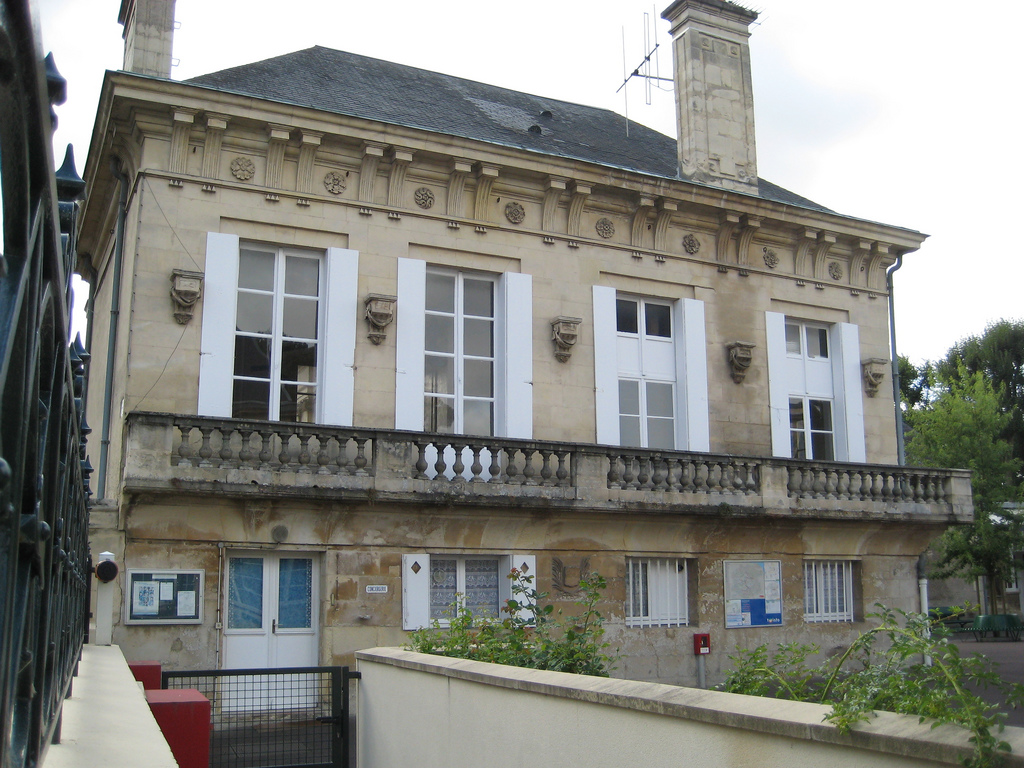
Façade latérale, côté nord.
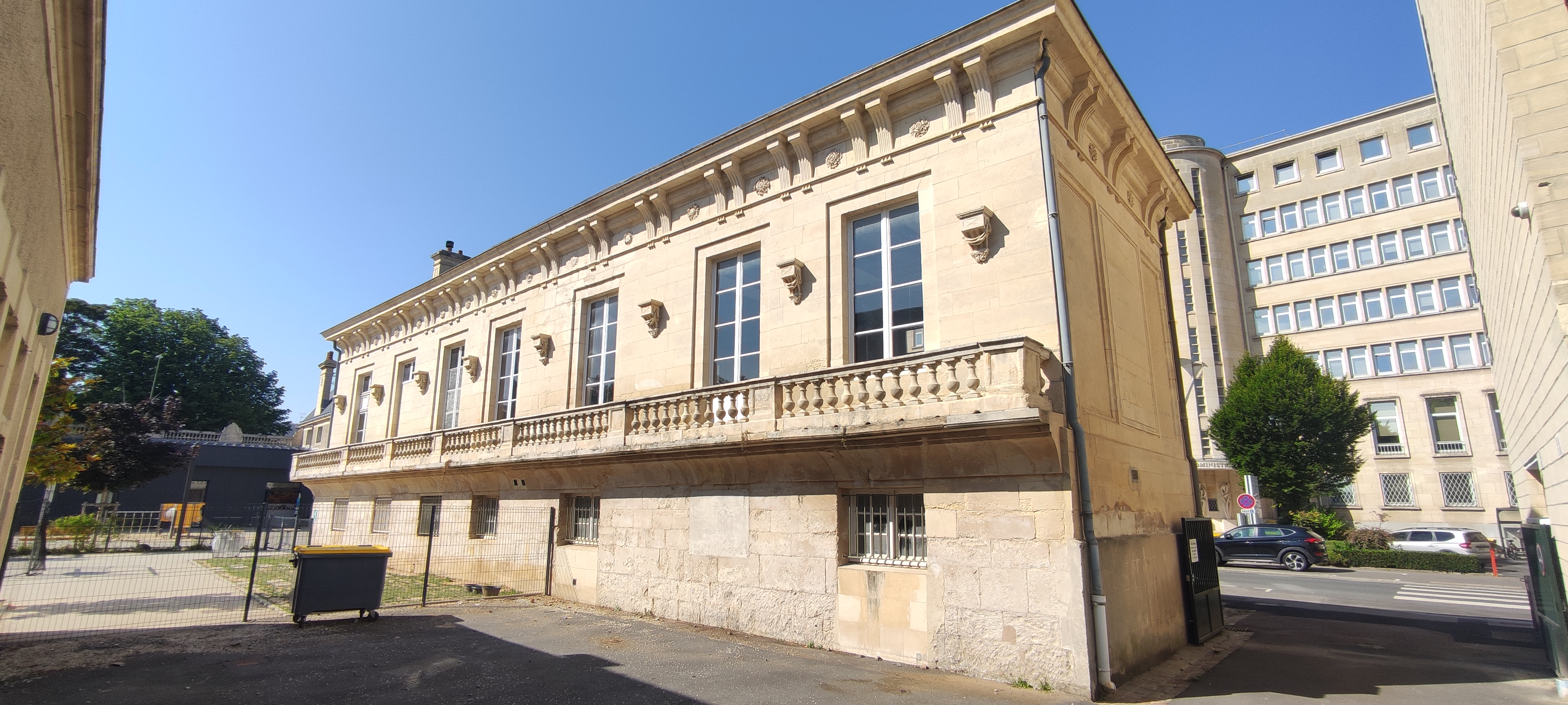
Façade ouest, donnant autrefois sur les jardins.
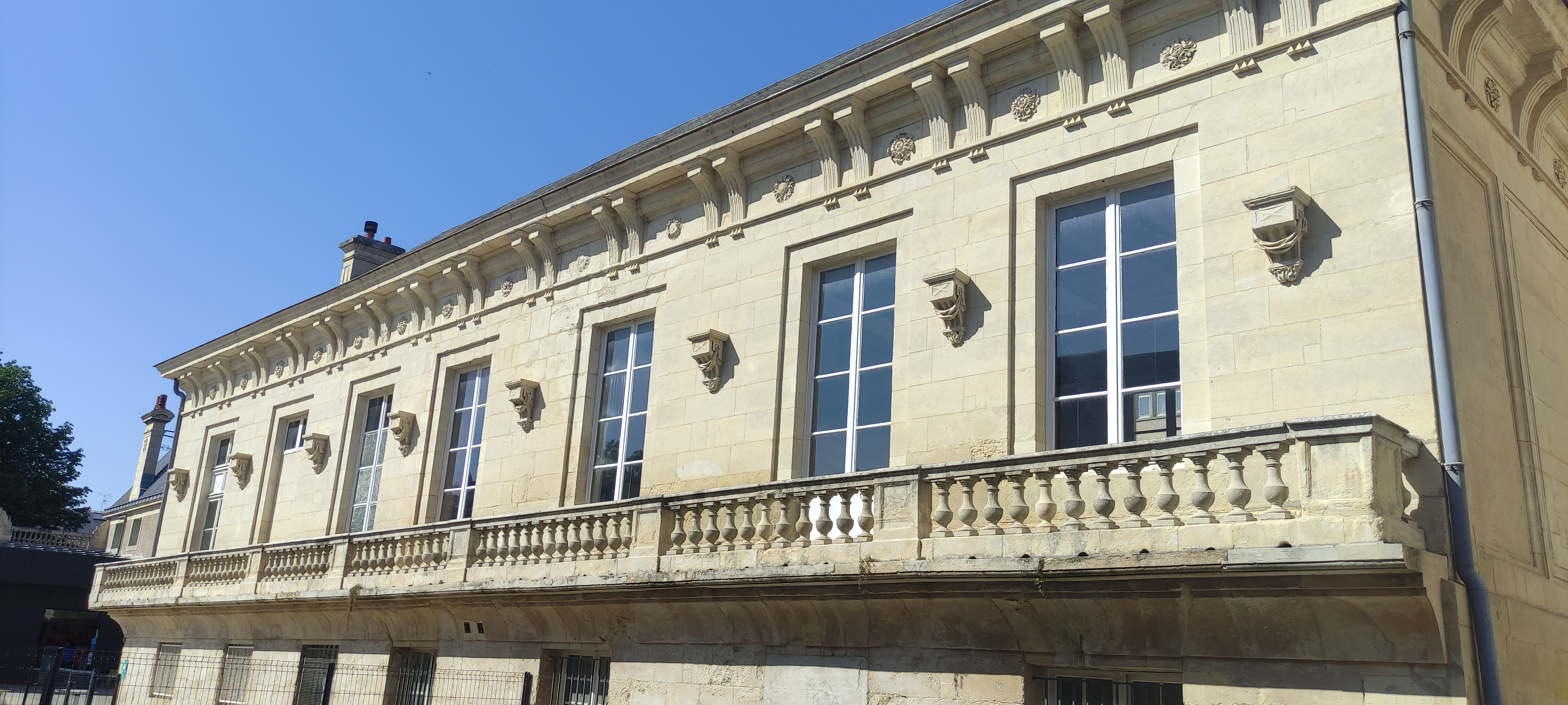
Balcon de la façade ouest.